# Библиотеки Башкортостана
Библиотеки Башкортостана — библиотеки, расположенные на территории Республики Башкортостан. Библиотеки республики находятся в ведении Министерства культуры и национальной политики РБ.

## История
Распространение первых книг на территории Башкортостана связано с религиозными воззрениями её жителей. Мусульманские миссионеры везли с собой книги религиозного содержания. Многие из них знали о существовании библиотек. До монгольского нашествия территории РБ существовали крупные придворные и храмовые книгохранилища, в которых была собрана духовная и светская литература на арабском и персидском языках.
В середине XVI века после вхождения Башкортостана в состав Русского государства, книжное дела и книгохранение здесь развивалось под влиянием России. Православие в Башкортостане сопровождалось распространением книг духовных книг на русском языке.
Первые библиотеки в Башкортостане создавались с XVI века при мечетях, медресе, монастырях и церквях. В них хранились книги религиозного содержания.
После получения в 1586 году статуса города, Уфа стала административным центром башкирских земель. Здесь в приказной избе уфимского воеводы собиралась светская литература. Регулярное поступление книг изданных в Московском печатном дворе в город началось с XVII веке. Город Уфа числится в приходно-расходных бумагах Московской типографии за 1649 −1663 годы, куда поступают книги.
В 1835 году в Уфе была открыта платная библиотека. Читатели за деньги могли брать книги на дом. Эта библиотека, сменив несколько хозяев, просуществовала до 1864 года.
Первая государственная публичная библиотека,  открылась в Уфе в 1836 году.
К 50-летию со дня смерти С. Т. Аксакова в Уфе было решено построить культурный центр с театром и библиотекой. В еще не достроенное здание центра в 1915 году переехала Аксаковская публичная библиотека. Зимой, не отапливаемая Аксаковская библиотека закрывалась. В библиотеке была собрана и литература на языке тюрки. В это время в Уфе действовали Общественная библиотека при губернском краеведческом музее и  частная библиотека Н. К. Блохина.  Библиотеки в начале XX века пополнялись как завезенной литературой так и местной, печатавшейся в 6 типографиях Уфы.
Книги, предназначавшиеся для тюркоязычного населения города собирались в основном в мечетях. Это была религиозная литература. Светские книги были привозные.  Самой доступной была литература на языке тюрки. Национальные издательства появились в Башкортостане в начале XX века в Уфе (Шарк), Стерлитамаке (Нур), Бирске. Первая мусульманская библиотека была открыта по инициативе ученого Ризаитдина Фахретдинова в Уфе в начале XX века на средства пожертвований.
К 1917 году в Башкортостане работало около 340 библиотек, включая библиотеки в башкирских, татарских, чувашских, удмуртских сёлах.
В  1930-е годы проходила чистка библиотек от вражеской литературы. Из фондов были изъяты книги некоторых башкирских писателей, включая произведения  первого председателя Союза писателей БАССР А. Тагирова. Книги изымались по спецспискам Обллита (областное управление по делам литературы и издательств). Для изъятой литературы был создан  спецфонд.
В годы Великой Отечественной войны библиотеки в БАССР не закрывались. Их услугами пользовались как местные жители, так и эвакуированные из других районов СССР. Библиотеки вели работу в госпиталях, подбирали книги для военных и работающих на оборону организаций.

## Современность
В настоящее время по количеству числу библиотек РБ входит в число лидирующих субъектов Российской Федерации. К 2015 году здесь работает около 1671 государственных и муниципальных библиотек. Библиотеки республики объединены в Ассоциацию Библиотек Башкортостана. Созданы библиотеки при школах, колледжах, больницах, ВУЗах, предприятиях. Имеется множество частных библиотек.
Библиотеки пополняются в основном через бибколлектор ТЦ «Башкнига».
В РБ проводятся библиотечные семинары, дни башкирской книги, праздники литературы, фольклорные праздники.
Крупнейшими библиотеками являются Национальная библиотека им. А. З. Валиди (около 3,2 млн книг), библиотека Уфимского государственного нефтяного технического университета (1 млн книг), БГУ (1,4 млн книг), УГАТУ (около 1 млн книг), Научная библиотека УНЦ РАН (800 тыс. книг), Салаватская центральная городская библиотека (110 тыс. книг) и др. В Национальной библиотеке имени Ахмет-Заки Валиди работает Центр консервации и реставрации документов. В городах РБ созданы централизованные библиотечные системы: Централизованная библиотечная система города Стерлитамака, Централизованная библиотечная система города Салавата и др, объединяющие городские библиотеки.
В республике созданы специализированные библиотеки. К ним относятся «Башкирская специальная библиотека для слепых», Республиканская научно-медицинская библиотека, библиотеки для детей, научные библиотеки на предприятиях, библиотеки религиозной литературы при храмах. В Стерлитамаке с 1996 года работает башкирско-татарская библиотека имени Абделкадира Инана.
Государственная поддержка библиотечного дела в РБ реализуется в рамках программ «Развитие библиотечного дела в Республике Башкортостан на 2010—2014 годы» и др.

## Образование
Подготовка библиотечных работников РБ проводится в колледже библиотечного дела в Уфе.